# Graulhet
Graulhet ist eine französische Gemeinde mit 13.275 Einwohnern (Stand 1. Januar 2022) im Département Tarn in der Region Okzitanien. Sie gehört zum Arrondissement Castres und ist Mitglied im Gemeindeverband Gaillac Graulhet Agglomération. Das Bureau centralisateur des gleichnamigen Kantons befindet sich in Graulhet. Die Einwohner werden Graulhetois und Graulhetoises bzw. okzitanisch Graulhetous genannt.
Die Gemeinde erhielt 2023 die Auszeichnung „Drei Blumen“, die vom Conseil national des villes et villages fleuris (CNVVF) im Rahmen des jährlichen Wettbewerbs der blumengeschmückten Städte und Dörfer verliehen wird.

## Geografie

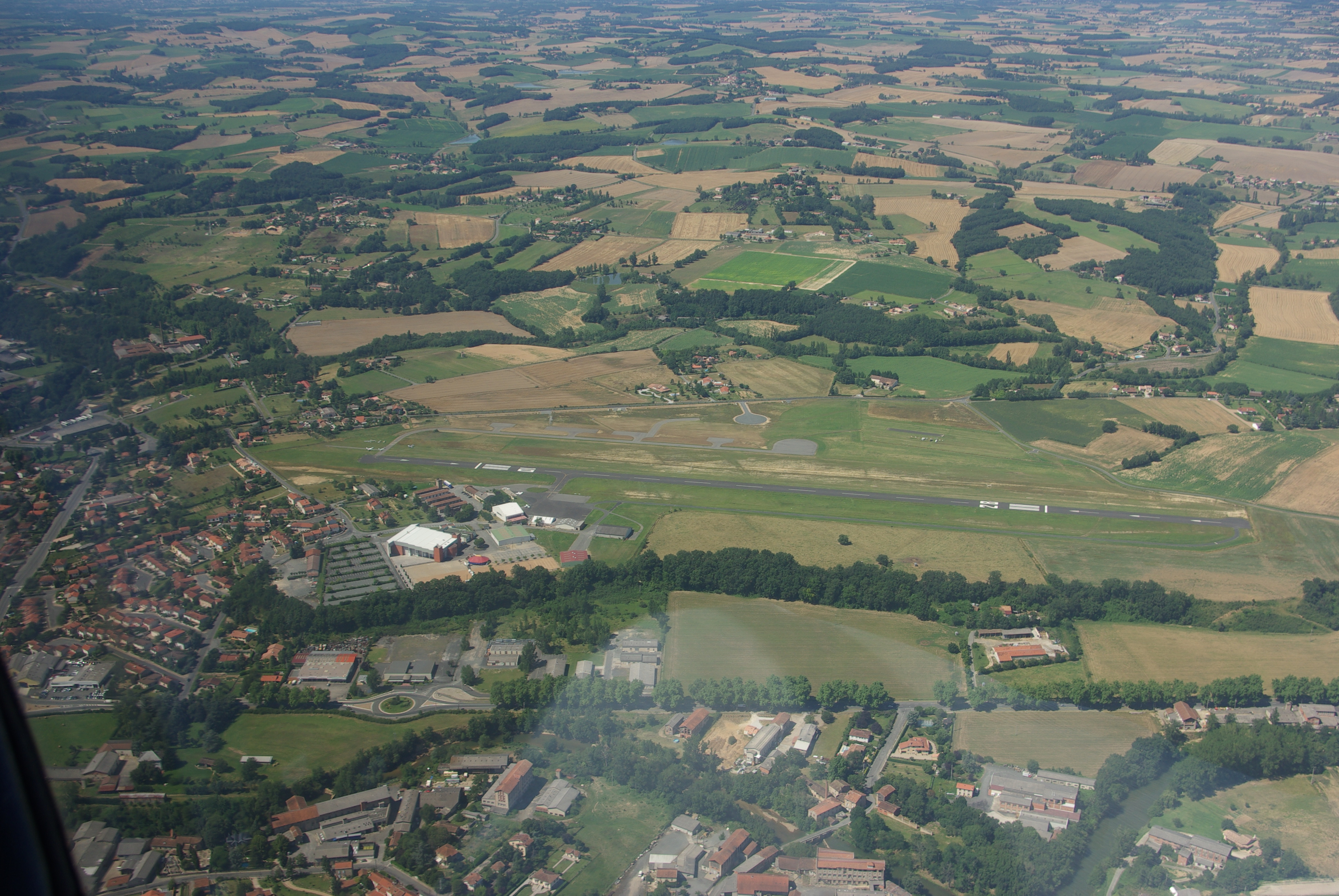
Aérodrome von Graulhet

Graulhet liegt in der Région naturelle Castrais am Dadou, einem Nebenfluss des Agout. Hier mündet auch der Agros in den Dadou. Die Gemeinde liegt etwa 22 km südwestlich von Albi und etwa 48 km ostnordöstlich von Toulouse. Nordwestlich der Gemeinde befindet sich der Flugplatz Aérodrome de Graulhet - Montdragon.
Umgeben wird Graulhet von den zehn Nachbargemeinden:
| Puybegon  | Busque Labessière-Candeil                   | Montdragon          |
| Briatexte | Kompassrose, die auf Nachbargemeinden zeigt | Saint-Julien-du-Puy |
| Cabanès   | Missècle Moulayrès                          | Brousse             |

## Geschichte
961 wurde der Ort als Granolheto mit der Errichtung des Castrums durch Raimund I. erwähnt. Aber Siedlungsreste können auf die Zeit zwischen 500 und 100 vor Christus datiert werden. Ein galloromanisches Oppidum zeigt auch eine römische Ansiedlung. Anfang des dreizehnten Jahrhunderts führte der Albigenserkreuzzug hier zur Verfolgung der Katharer. Graulhet war lange Zeit Gerberstandort und Zentrum der Lederwarenindustrie.

## Bevölkerungsentwicklung
| Graulhet: Einwohnerzahlen von 1793 bis 2016                                                                                | Graulhet: Einwohnerzahlen von 1793 bis 2016 | Graulhet: Einwohnerzahlen von 1793 bis 2016 | Graulhet: Einwohnerzahlen von 1793 bis 2016 | Graulhet: Einwohnerzahlen von 1793 bis 2016 |
| --- | ------------------------------------------- | ------------------------------------------- | ------------------------------------------- | ------------------------------------------- |
| Jahr |                                             |                                             |                                             | Einwohner                                   |
| 1793 | 1793                                        |                                             | 3.607                                       | 3.607                                       |
| 1800 | 1800                                        |                                             | 3.419                                       | 3.419                                       |
| 1806 | 1806                                        |                                             | 3.889                                       | 3.889                                       |
| 1821 | 1821                                        |                                             | 4.654                                       | 4.654                                       |
| 1831 | 1831                                        |                                             | 5.097                                       | 5.097                                       |
| 1836 | 1836                                        |                                             | 5.278                                       | 5.278                                       |
| 1841 | 1841                                        |                                             | 5.167                                       | 5.167                                       |
| 1846 | 1846                                        |                                             | 5.298                                       | 5.298                                       |
| 1851 | 1851                                        |                                             | 5.425                                       | 5.425                                       |
| 1856 | 1856                                        |                                             | 5.613                                       | 5.613                                       |
| 1861 | 1861                                        |                                             | 6.120                                       | 6.120                                       |
| 1866 | 1866                                        |                                             | 6.118                                       | 6.118                                       |
| 1872 | 1872                                        |                                             | 6.346                                       | 6.346                                       |
| 1876 | 1876                                        |                                             | 6.940                                       | 6.940                                       |
| 1881 | 1881                                        |                                             | 6.945                                       | 6.945                                       |
| 1886 | 1886                                        |                                             | 6.924                                       | 6.924                                       |
| 1891 | 1891                                        |                                             | 7.477                                       | 7.477                                       |
| 1896 | 1896                                        |                                             | 7.848                                       | 7.848                                       |
| 1901 | 1901                                        |                                             | 7.900                                       | 7.900                                       |
| 1906 | 1906                                        |                                             | 8.377                                       | 8.377                                       |
| 1911 | 1911                                        |                                             | 7.912                                       | 7.912                                       |
| 1921 | 1921                                        |                                             | 7.351                                       | 7.351                                       |
| 1926 | 1926                                        |                                             | 7.605                                       | 7.605                                       |
| 1931 | 1931                                        |                                             | 8.566                                       | 8.566                                       |
| 1936 | 1936                                        |                                             | 8.224                                       | 8.224                                       |
| 1946 | 1946                                        |                                             | 7.602                                       | 7.602                                       |
| 1954 | 1954                                        |                                             | 8.866                                       | 8.866                                       |
| 1962 | 1962                                        |                                             | 10.155                                      | 10.155                                      |
| 1968 | 1968                                        |                                             | 12.073                                      | 12.073                                      |
| 1975 | 1975                                        |                                             | 14.097                                      | 14.097                                      |
| 1982 | 1982                                        |                                             | 13.543                                      | 13.543                                      |
| 1990 | 1990                                        |                                             | 13.523                                      | 13.523                                      |
| 1999 | 1999                                        |                                             | 12.663                                      | 12.663                                      |
| 2006 | 2006                                        |                                             | 11.991                                      | 11.991                                      |
| 2011 | 2011                                        |                                             | 11.761                                      | 11.761                                      |
| 2016 | 2016                                        |                                             | 12.542                                      | 12.542                                      |
| Quelle(n): EHESS/Cassini bis 1999, INSEE ab 2006 Anmerkung(en): Ab 1962 offizielle Zahlen ohne Einwohner mit Zweitwohnsitz |                                             |                                             |                                             |                                             |

## Sehenswürdigkeiten
- Château de Lézignac aus dem 15. und 16. Jahrhundert mit Ursprüngen aus dem 13. Jahrhundert, seit 1977 in Teilen als Monument historique eingeschrieben
- Wohngebäude auf der Place André-Brun, genannt „Hostellerie du Lyon d’Or“ oder „Maison du tondeur du chien“ aus dem 12. und dem 14. Jahrhundert, seit 2001 als Monument historique eingeschrieben
- Pont Vieux (Brücke von 1244), seit 1937 als Monument historique klassifiziert
- Mittelalterlicher Ortskern Panessac
- Kirche Notre-Dame du Val d’Amour mit dem Grab Louis d’Amboise d’Aubijoux
- Château de Crins aus dem 16. Jahrhundert

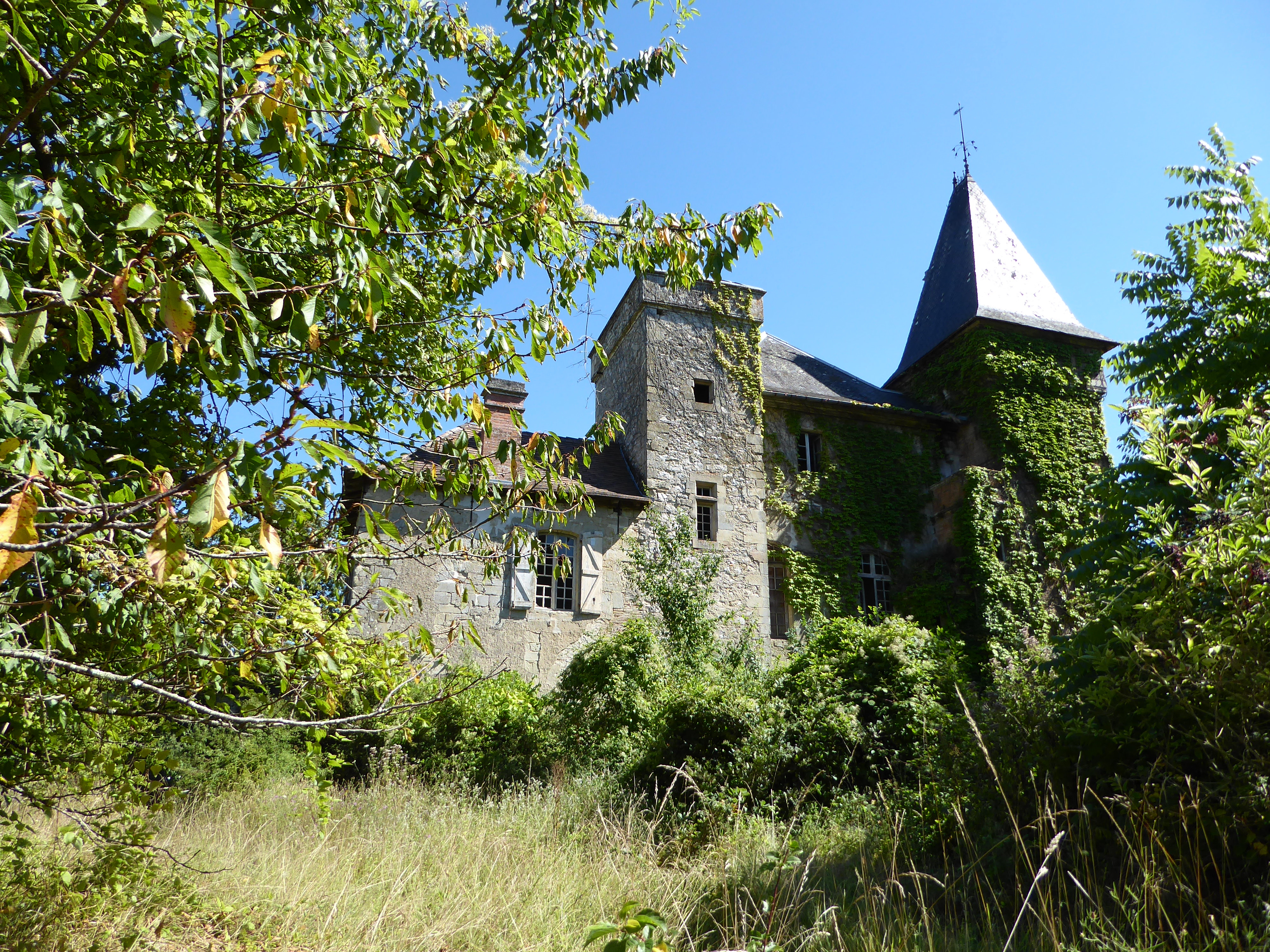
Château de Lézignac
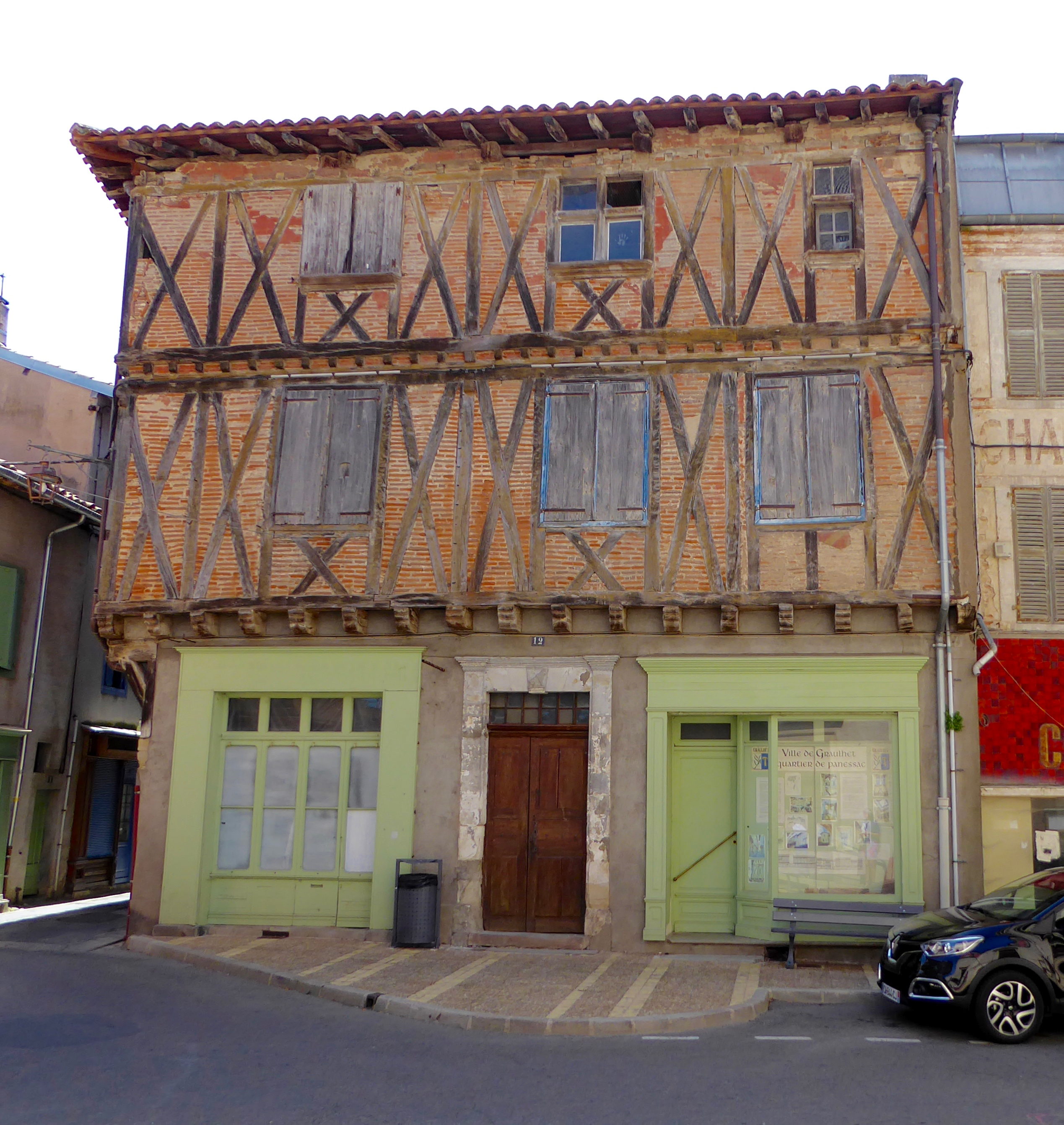
„Hostellerie du Lyon d’Or“
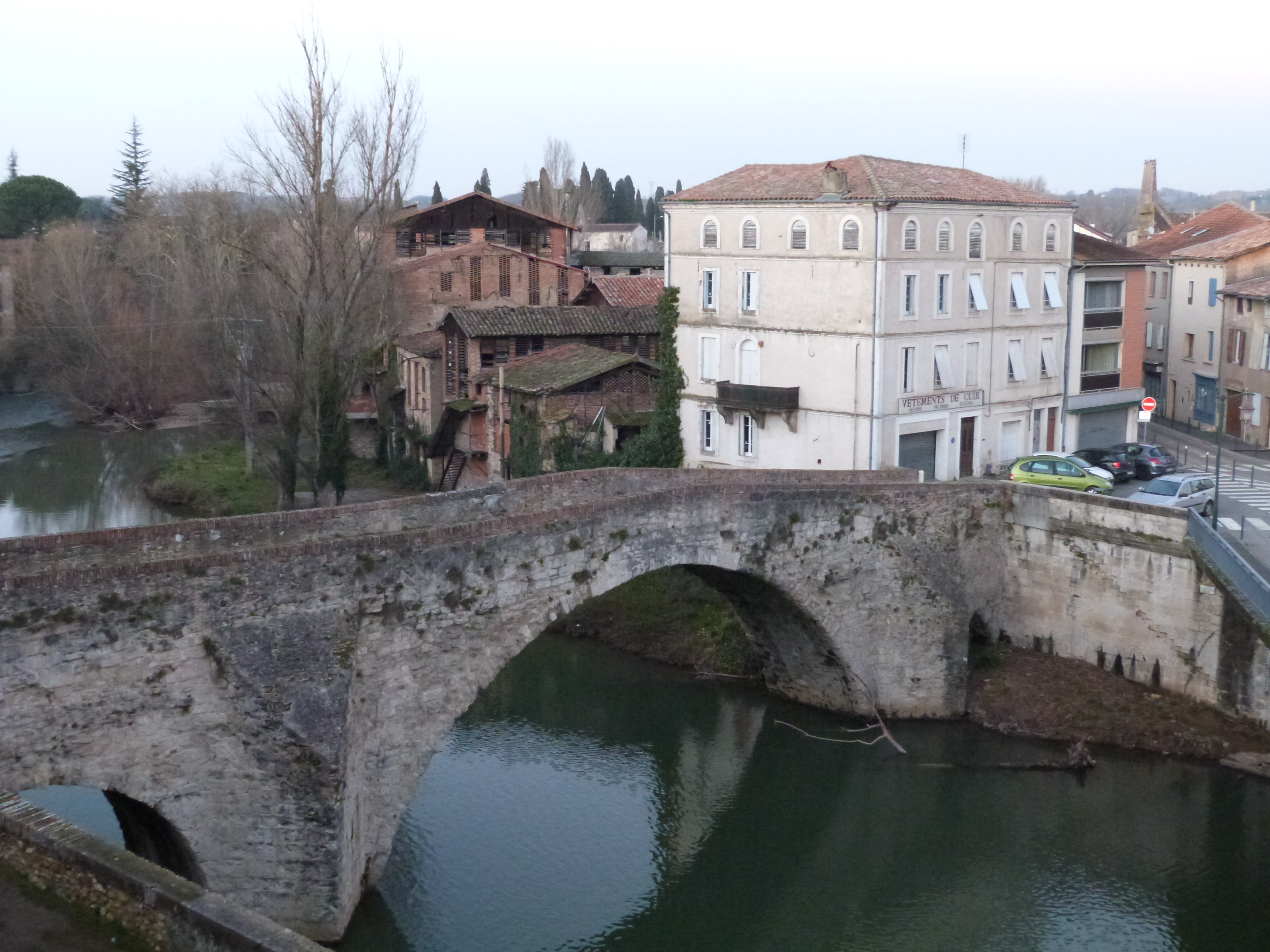
Pont Vieux
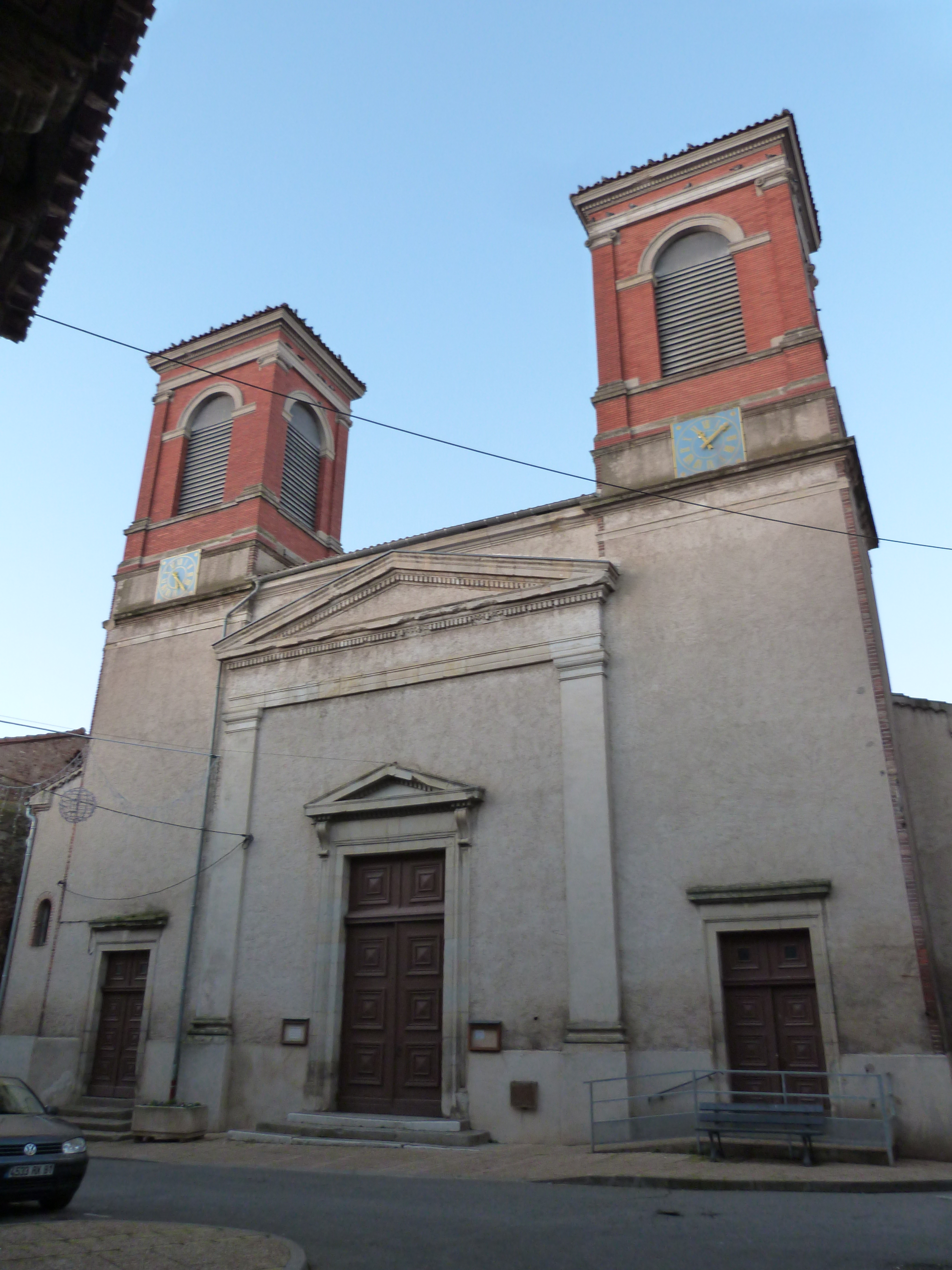
Kirche Notre-Dame du Val d’Amour

## Persönlichkeiten
- Louis d’Amboise d’Aubijoux (1536–1614), Herr über Aubijoux und Graulhet
- François-Jacques d’Amboise d’Aubijoux (1606–1656), Sohn von Louis, Herr über Castelnau, Lévis und Graulhet, Förderer Molières
- Clément-Émile Roques (1880–1964), Kardinal
- Marthe Condat (1886–1939), Ärztin
- Pierre-Max Dubois (1930–1995), Komponist
- Guy Laporte (* 1952), Rugbynationalspieler

## Gemeindepartnerschaften
- Prien am Chiemsee, Bayern